# 马克思主义同志会
马克思主义同志会是日本的一个已不存在的新左翼组织。该组织成立于2002年，前身是社会主义劳动者党。2017年，该组织改组为争取劳动解放劳动者党。该组织的意识形态是新左翼、马克思列宁主义。该组织的领导人是林紘義。该组织的本部位于東京都練馬区春日町。
　